# Martirio di san Lorenzo (Angelico)
Il Martirio di san Lorenzo è un affresco della Cappella Niccolina, decorata nel palazzo Apostolico in Vaticano da Beato Angelico e aiuti (tra cui Benozzo Gozzoli) tra il 1447 e il 1448 circa. L'affresco occupa il riquadro destro del registro mediano della parete destra ed è il quinto e ultimo episodio delle Storie di san Lorenzo.  

## Storia
Beato Angelico lavorò alla Cappella Niccolina durante il suo soggiorno romano tra il 1445 e il 1450. I primi documenti che attestano gli affreschi sono datati tra il 9 maggio e il 1º giugno 1447, durante il pontificato di Niccolò V, ma è possibile che fossero già stati avviati nei due anni precedenti, sotto Eugenio IV. 
Gli affreschi di quella che era la cappella privata del papa dovevano essere terminati, dopo una pausa nell'estate 1447 quando il pittore si recò a Orvieto, entro la fine del 1448. Il 1º gennaio 1449 l'Angelico riceveva infatti la commissione per un nuovo lavoro. 

## Descrizione
La scena del Martirio di san Lorenzo è la più danneggiata della serie, ed è collegata a sinistra con San Lorenzo davanti a Valeriano e idealmente anche con la scena nella lunetta sopra del Martirio di santo Stefano. La scena è legata a quella precedente senza interruzioni tramite un personaggio che sporge oltre il confine rappresentato dal variare degli edifici. Nonostante questo collegamento e la cornice unica che circonda le due scene, l'Angelico non sfruttò in maniera soddisfacente le possibilità di unificazione spaziale, come avviene ad esempio nelle lunette. Questo effetto di separazione è accentuato anche dall'inserimento di una scena-cuscinetto che avviene nelle carceri, visibile da una finestrella con grata: San Lorenzo che converte il carceriere Ippolito.
La scena del martirio è organizzata in maniera piuttosto tradizionale, con in primo piano la graticola e i carnefici tutt'attorno che attizzano le fiamme e tengono fermo con la forza il santo bloccandolo al collo. In alto si trova la tribuna da cui assiste Valeriano, affiancato dai suoi funzionari, uno schema compositivo già usato nel pannello di predella della Condanna al rogo dei santi Cosma e Damiano. 
Con particolare insistenza, rispetto alle altre opere dell'Angelico, si insiste qui sulla ricchezza in particolare dell'architettura, come testimonia la fila di nicchie con statue. L'edificio è più ideale che realistico e forse evidenzia un'influenza da parte degli scritti di Leon Battista Alberti.

## Stile

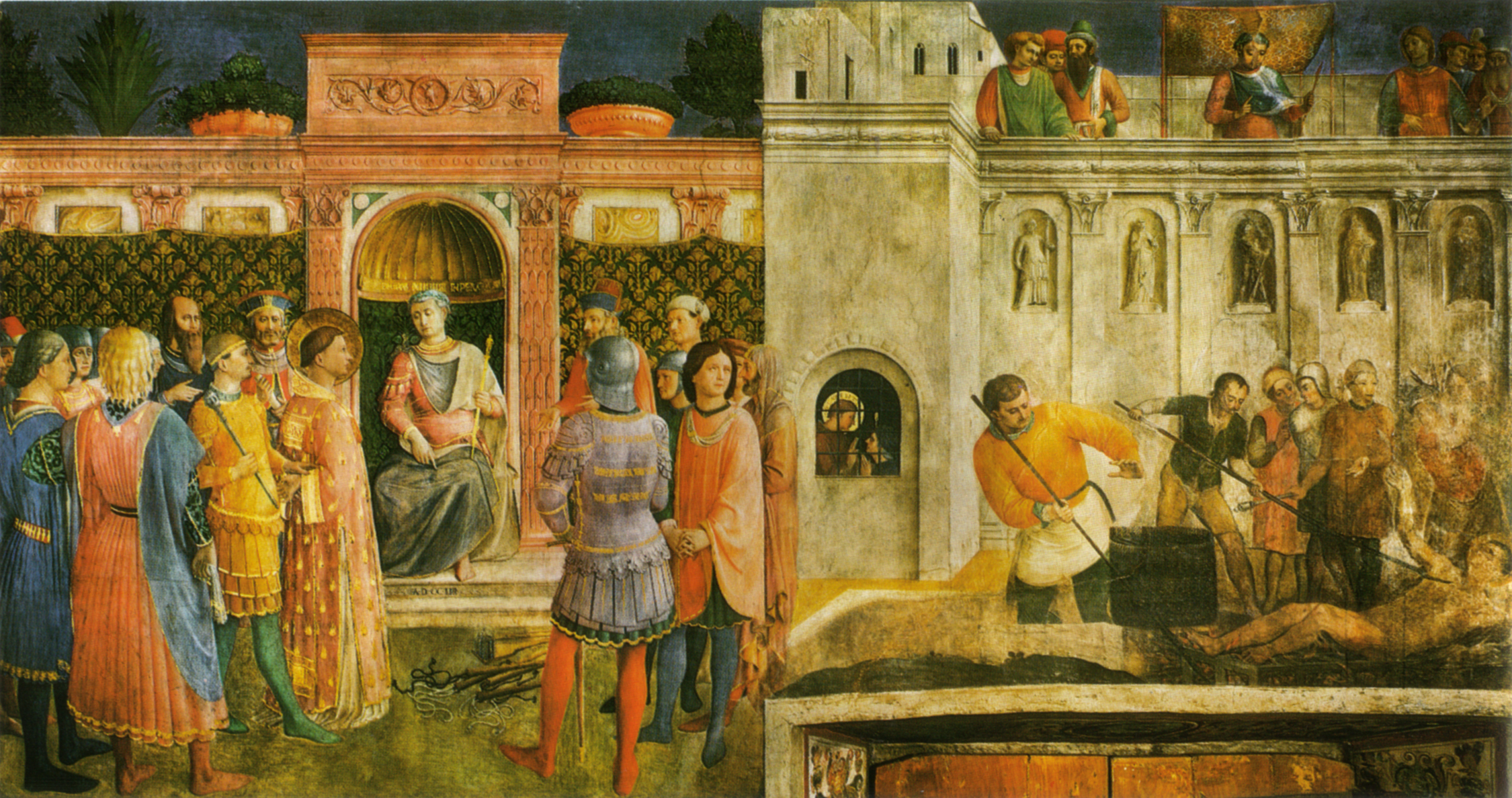
Unione spaziale tra San Lorenzo davanti a Valeriano e il Martirio di san Lorenzo

Gli affreschi della Cappella Niccolina sono profondamente diversi da quelli del convento di San Marco a Firenze (1440-1445 circa), per via della ricchezza di dettagli, di citazioni colte, di motivi più vari, ispirati a principi di ricchezza, complessità compositiva e varietà. Come è stato acutamente fatto notare da studiosi come Pope-Hennessy, le differenze non sono però da imputare a uno sviluppo dello stile dell'autore, quanto piuttosto alla diversa destinazione della decorazione: in San Marco gli affreschi dovevano accompagnare ed aiutare la meditazione dei monaci, mentre in Vaticano essi dovevano celebrare la potenza e la vastità degli orizzonti intellettuali del papato nell'impresa di rinnovare i fasti dell'antica Roma dopo il disastroso abbandono della città durante la cattività avignonese. Lo stile della cappella Niccolina sembra dopotutto preannunciarsi nelle vivaci narrazioni della predella della Pala di San Marco (1440-1443 circa) o in altre opere anteriori, magari predelle o opere minori, dove l'artista aveva potuto dare un più libero sfogo al proprio estro creativo. 
Come nelle altre opere dell'Angelico, elemento centrale della pittura è la luce chiara e diffusa. Notevole è l'enfasi plastica delle figure.